# Niphoparmena
Niphoparmena is een kevergeslacht uit de familie van de boktorren (Cerambycidae). De wetenschappelijke naam van het geslacht werd voor het eerst geldig gepubliceerd in 1904 door Aurivillius.

## Soorten
Niphoparmena omvat de volgende soorten:
- Niphoparmena glabricollis Breuning, 1956
- Niphoparmena basilewskyi Breuning, 1960
- Niphoparmena flavescens (Breuning, 1950)
- Niphoparmena abyssinica (Breuning, 1940)
- Niphoparmena convexa (Breuning, 1939)
- Niphoparmena cylindrica (Breuning, 1940)
- Niphoparmena densepunctata (Breuning, 1940)
- Niphoparmena elongata (Breuning, 1939)
- Niphoparmena elongatipennis Breuning, 1961
- Niphoparmena flavostictica (Villiers, 1940)
- Niphoparmena freudei Breuning, 1962
- Niphoparmena gracilis (Breuning, 1940)
- Niphoparmena kenyana (Breuning, 1940)
- Niphoparmena marmorata Breuning, 1961
- Niphoparmena minima (Breuning, 1939)
- Niphoparmena acutipennis Breuning, 1956
- Niphoparmena albopilosa Aurivillius, 1908
- Niphoparmena alluaudi (Villiers, 1940)
- Niphoparmena bispinosa Aurivillius, 1903
- Niphoparmena carayoni Breuning, 1969
- Niphoparmena carinipennis Breuning, 1958
- Niphoparmena densepuncticollis Breuning, 1960
- Niphoparmena dohertyi Breuning, 1970
- Niphoparmena elgonensis (Breuning, 1939)
- Niphoparmena flavoscutellata (Breuning, 1939)
- Niphoparmena fossulata Breuning, 1942
- Niphoparmena fuscomaculata (Villiers, 1940)
- Niphoparmena fuscostriata Breuning, 1958
- Niphoparmena grossepunctata Breuning, 1942
- Niphoparmena jeanneli (Villiers, 1940)
- Niphoparmena kenyensis (Breuning, 1939)
- Niphoparmena kivuensis (Breuning, 1939)
- Niphoparmena latifrons (Breuning, 1940)
- Niphoparmena leleupi Breuning, 1960
- Niphoparmena lindblomi Aurivillius, 1925
- Niphoparmena longespinipennis Breuning, 1970
- Niphoparmena longicornis (Breuning, 1939)
- Niphoparmena meruana Aurivillius, 1908
- Niphoparmena mycerinoides (Breuning, 1939)
- Niphoparmena obliquefasciata (Breuning, 1939)
- Niphoparmena paralatifrons Breuning, 1986
- Niphoparmena persimilis (Breuning, 1939)
- Niphoparmena puncticollis (Villiers, 1940)
- Niphoparmena rougemonti Breuning, 1977
- Niphoparmena rungwensis Breuning, 1964
- Niphoparmena scotti (Breuning, 1939)
- Niphoparmena spinipennis (Breuning, 1939)
- Niphoparmena subglabricollis Breuning, 1967
- Niphoparmena sublineata (Villiers, 1940)
- Niphoparmena truncatipennis Breuning, 1956
- Niphoparmena unicolor (Breuning, 1940)